# Jordi Casablancas Muntañola
Jordi Casablancas Muntañola (Barcelona, 1940-2001) va ser un economista, dissenyador industrial, de mobiliari i d'interiors.
Va estudiar Ciències econòmiques a la Universitat de Barcelona i fou través de l'empresa familiar que es va introduir en el món del disseny industrial tot ajudant el seu pare en la gestió d’un negoci dedicat a la importació de mobiliari d’oficina. És en aquesta època que es va sentir atret pel disseny i creació de mobiliari, fet que el va empènyer a estudiar a Paris un curs de Tecnologia al Centre Technique du Bois, l’any 1959, on va conèixer de primera mà la tradició dels ebenistes francesos i noves tècniques de producció, que van influir enormement en la seva manera de concebre i dissenyar mobiliari
A finals dels anys 60 es va reincorporar a l'empresa familiar, Mobles i Decoració Casablancas, com a dissenyador de mobles; els primers dissenys de Jordi  Casablancas ja es caracteritzaven per l’ús de la fusta, les línies rectes i el caràcter popular, marcant una època del disseny d'interiors català.
A més de dissenyador de mobiliari, Jordi Casablancas també fou un gran projectista d’interiors com habitacions infantils i juvenils, sales d’estar, etcètera, que el van portar a desenvolupar una sèrie de sistemes de mobiliari de fusta combinats amb laminats de qualitat.
Com a dissenyador de mobiliari va estar seleccionat diverses vegades pels premis Delta ADI-FAD, concretament, el 1964 amb un prototip de joguina, el 1966 per mobiliari infantil, el 1970 per una butaca puff, el 1978 per una prestatgeria i el 1984 per la cadira “S”. També va presentar diverses composicions d’interiors als salons monogràfics Interiorismo 73 i Tecnogar 74, 75, 76, dins del marc del certamen Hogarotel, on va obtenir el premi de disseny de mobles.
Des dels anys seixanta va estar vinculat al FAD (Foment de les Arts Decoratives), entitat de la qual va ser comptador (26/01/1976-24/01/1979), primer vocal (12/03/1975-26/01/1976) i vicepresident (24/01/1979-25/03/1985), per arribar a la presidència el 1985 (28/03), càrrec que ostentà fins al 1991 (13/03). El 1992 se li va atorgar la medalla de l'entitat. Va ser professor a les escoles Eina i Elisava de Barcelona.
Alguns dels seus dissenys més destacats són la cadira S 6 (1966), la cadira de braços S 5 (1979) o l'armari canviador (1970) que es conserven en el Museu del Disseny de Barcelona juntament amb una part dels seus fons documentals.